# Ismaël Kandouss
Ismaël Kandouss (ur. 12 listopada 1997 w Lille) – marokański piłkarz grający na pozycji środkowego obrońcy. Od 2019 jest zawodnikiem klubu Royale Union Saint-Gilloise.

## Kariera klubowa
Swoją karierę piłkarską Kandouss rozpoczynał w juniorach klubu USL Dunkerque. W 2017 roku zaczął grać w jego rezerwach, a w 2018 stał się członkiem pierwszego zespołu. 9 marca 2018 zadebiutował w nim w przegranym 1:2 wyjazdowym meczu trzeciej ligi francuskiej w z US Concarneau. W klubie z Dunkierki grał do końca 2018 roku.
W styczniu 2019 Kandouss przeszedł do belgijskiego drugoligowca, Royale Union Saint-Gilloise. Swój debiut w nim zanotował 20 stycznia 2019 w wygranym 2:1 domowym meczu z OH Leuven. W sezonie 2020/2021 wywalczył z tym klubem awans do pierwszej ligi.
| Sezon   | Klub             | Kraj    | Rozgrywki              | Mecze | Gole |
| ------- | ---------------- | ------- | ---------------------- | ----- | ---- |
| 2017/18 | USL Dunkerque    | Francja | Championnat National   | 5     | 0    |
| 2017/18 | USL Dunkerque II | Francja | Championnat National 3 | 20    | 0    |
| 2018/19 | USL Dunkerque    | Francja | Championnat National   | 11    | 0    |
| 2018/19 | USL Dunkerque II | Francja | Championnat National 3 | 3     | 0    |
| 2018/19 | Union SG         | Belgia  | Eerste klasse B        | 15    | 0    |
| 2019/20 | Union SG         | Belgia  | Eerste klasse B        | 25    | 2    |
| 2020/21 | Union SG         | Belgia  | Eerste klasse B        | 15    | 0    |